# Pachypasa
Pachypasa is een geslacht van vlinders van de familie spinners (Lasiocampidae), uit de onderfamilie Lasiocampinae.

## Soorten
- P. albofasciata Aurivillius, 1921
- P. anagnostarai Berio, 1939
- P. androphila Hering, 1928
- P. argibasis (Mabille, 1893)
- P. asopha Hering, 1928
- P. auriflua Aurivillius, 1908
- P. bifascia (Walker, 1855)
- P. bilinea Walker, 1855
- P. capensis (Linnaeus, 1767)
- P. concolor Rothschild, 1921
- P. cornuta Strand, 1912
- P. choerocampoides (Holland, 1893)
- P. denticula (Bethune-Baker, 1908)
- P. directa (Mabille, 1893)
- P. drucei (Bethune-Baker, 1908)
- P. elgonensis Kruck, 1940
- P. enigmatica Hering, 1941
- P. epithymia Hering, 1928
- P. fulgurata Aurivillius, 1909
- P. fulvida (Distnat, 1897)
- P. honrathii dewitz, 1881
- P. imitans (Aurivillius, 1893)
- P. jamiesoni Bethune-Baker, 1915
- P. lanceolata Hering, 1932
- P. laterifascia Berio, 1937
- P. lateritia Hering, 1928
- P. lineatum (Aurivillius, 1893)
- P. lineosa De Villiers, 1826
- P. madelinae Tams, 1936

- P. marshalli Aurivillius, 1902
- P. meloui (Riel)
- P. mesoleuca Strand, 1911
- P. morosa (Walker, 1865)
- P. multipunctata (Hering, 1922)
- P. mutabile Candèze, 1927
- P. nigrescens Aurivillius, 1909
- P. nilotica Aurivillius
- P. obscura (Walker, 1855)
- P. pallens (Bethune-Baker, 1908)
- P. papyri Tams, 1931
- P. papyroides Tams, 1936
- P. philargyria Hering, 1928
- P. phocea Druce, 1887
- P. phronema Hering, 1928
- P. plagiogramma (Mabille, 1879)
- P. pulchristriatum (Bethune-Baker, 1911)
- P. pyrsocorsa Tams, 1936
- P. rectilineata Aurivillius, 1900
- P. rohdei Aurivillius, 1908
- P. rubra Tams, 1929
- P. semna Hering, 1941
- P. senex Hering, 1941
- P. sericeofasciata Aurivillius, 1921
- P. subfascia Walker, 1855
- P. subhyalina Bethune-Baker, 1927
- P. sultani Wiltshire, 1986
- P. trilineata Aurivillius, 1911
- P. truncata (Walker, 1855)